# 2012 (numero)
Duemiladodici (2012) è il numero naturale dopo il 2011 e prima del 2013.

## Proprietà matematiche
- È un numero pari.
- È un numero composto da 6 divisori: 1, 2, 4, 503, 1006, 2012. Poiché la somma dei suoi divisori (escluso il numero stesso) è 1516 < 2012, è un numero difettivo.
- È un numero palindromo e un numero ondulante nel sistema posizionale a  base 14 (A3A).
- È un numero di Ulam.
- È un numero congruente.
- È un numero malvagio.
- È parte delle terne pitagoriche (1509, 2012, 2515), (2012, 253005, 253013), (2012, 506016, 506020), (2012, 1012035, 1012037).

## Astronomia
- 2012 Guo Shou-Jing è un asteroide della fascia principale del sistema solare.

## Astronautica
- Cosmos 2012 è un satellite artificiale russo.

## Altri ambiti
- 2012 è un film uscito nell'anno 2009 e distribuito dalla Sony Pictures.